# Château d'Aguts
Le château d'Aguts est un ancien château-fort remanié situé sur la commune d'Aguts dans le Tarn, en région Occitanie (France). 
Inscrit aux monuments historiques depuis 2014, cette ancienne forteresse de la famille d'Avessens a subi les foudres des guerres de Religion, avant d'être transformé en un château Renaissance.

## Historique

### Origine
L'occupation du site est ancienne sur le sommet de ce monticule dominant la plaine de Revel, mais la présence d'un château à Aguts n'est attestée qu'à partir du XIVe siècle. Celui-ci appartient alors à la famille de Rigaud de Vaudreuil, et sert certainement à la défense de la bastide nouvelle de Revel. 

### Le château-fort
La situation du château, qui se trouve un peu à l'écart des routes principales moyenâgeuses, lui permet d'échapper partiellement aux meurtriers conflits que sont successivement la croisade des Albigeois et la guerre de Cent Ans. Il n'est néanmoins pas assuré qu'il est vécu le premier de ces événements, qui eut lieu au XIIIe siècle, avant que le château ne soit attesté. 
En 1554, François de Rigaud se signale seigneur d'Aguts, avec droit de basse, moyenne et haute justice et celui d'albergue. Il fait par ailleurs son testament le 8 juin 1558 au château, où il signale s'être retiré pour se protéger des protestants. Il meurt en 1563, demandant à être enterré en l'église d'Aguts, et transmettant tous ses droits et titres à sa femme, Françoise de Lordat. 
Comme François de Rigaud le signalait en s'y réfugiant loin des protestants en 1558, si le château est un rescapé des deux premières guerres évoquées, il ne réchappera pas aux Guerres de religion du XVIe siècle. Occupé plusieurs années par les troupes protestantes, il est ensuite incendié et perd ainsi son rôle militaire. 
La bâtisse aurait été aliéné à la famille d'Avessens à la fin de ce même XVIe siècle, l'ensemble des héritiers directs de la famille de Rigaud étant morts. Ce sera la demeure historique de cette famille d'Avessens, qui le conservera des siècles durant, de la fin du XVIe siècle jusqu'au XIXe siècle. Ironie du sort, les d'Avessens sont protestants, contrairement aux Rigaud qui sont catholiques, et plusieurs de ses membres sont des capitaines huguenots.

### Le château Renaissance

#### Reconstruction
Les nouveaux propriétaires reconstruisent donc peu après l'édifice, au début du XVIIe siècle, et le château d'Aguts abandonne donc sa forme médiévale au profit d'une forme plus élégante de résidence seigneuriale. Il entre ainsi dans la nouvelle ère des châteaux, où eux-ci ne servent plus à sauvegarder l'intégrité des seigneurs, mais à faire l'apanage de leur richesse à travers le confort et la beauté des lieux. 
Une légende locale attribue cette reconstruction du XVIIe siècle au célèbre Pierre-Paul Riquet, l'ingénieur du canal du Midi qui réside à Revel pendant la création de celui-ci. De surcroit, ce même mythe affirme que l'ingénieur aurait décidé de la position de la retenue de St-Féréol depuis les terrasses du château d'Aguts. Historiquement, il n'en est rien, mais cette légende trouve peut-être son origine du fait que l'arrière-petite-fille de Riquet, une certaine Gabrielle de Riquet (1744 - ?), épouse le marquis Jacques d'Avessens (1749 - 1822), quasiment un siècle plus tard, le 30 août 1768. 

#### La Révolution et le XIXe
Ce marquis est malheureusement spolié de ses biens par la Révolution française, en l'an 1793, mais il parvient à récupérer son précieux bien sept années plus tard.
Au XIXe siècle, Léontine de Villeneuve (dite "l'occitanienne de Chateaubriand") et sa sœur, Sainte Jeanne-Émilie de Villeneuve, séjournent toutes deux au château d'Aguts, leur mère étant issue de la famille d'Avessens. 
Après que cette famille ait vendu l'édifice (et se soit éteinte), il sert ensuite bien longtemps de grenier à grain pour le large domaine agricole qui l'entoure, depuis le milieu du XIXe, jusqu'à la moitié du XXe siècle. À partir de 1977, le château d'Aguts, qui se trouve être dans un état lamentable et délabré, est réhabilité et restauré par les propriétaires actuels, la famille de Chavagnac.

### Le château au XXIe siècle
Le château d'Aguts est inscrit au titre de monument historique par arrêté du 24 mars 2014. En 2016, des peintures murales datant de la reconstruction du XVIIe siècle ont été trouvées camouflées sous une couche de plâtre, découverte qui a entraîné le gain du prix Sotheby's de la fondation du Patrimoine. Le château est généralement ouvert aux visites durant les mois de juillet-août et lors des journées européennes du Patrimoine.

## Architecture

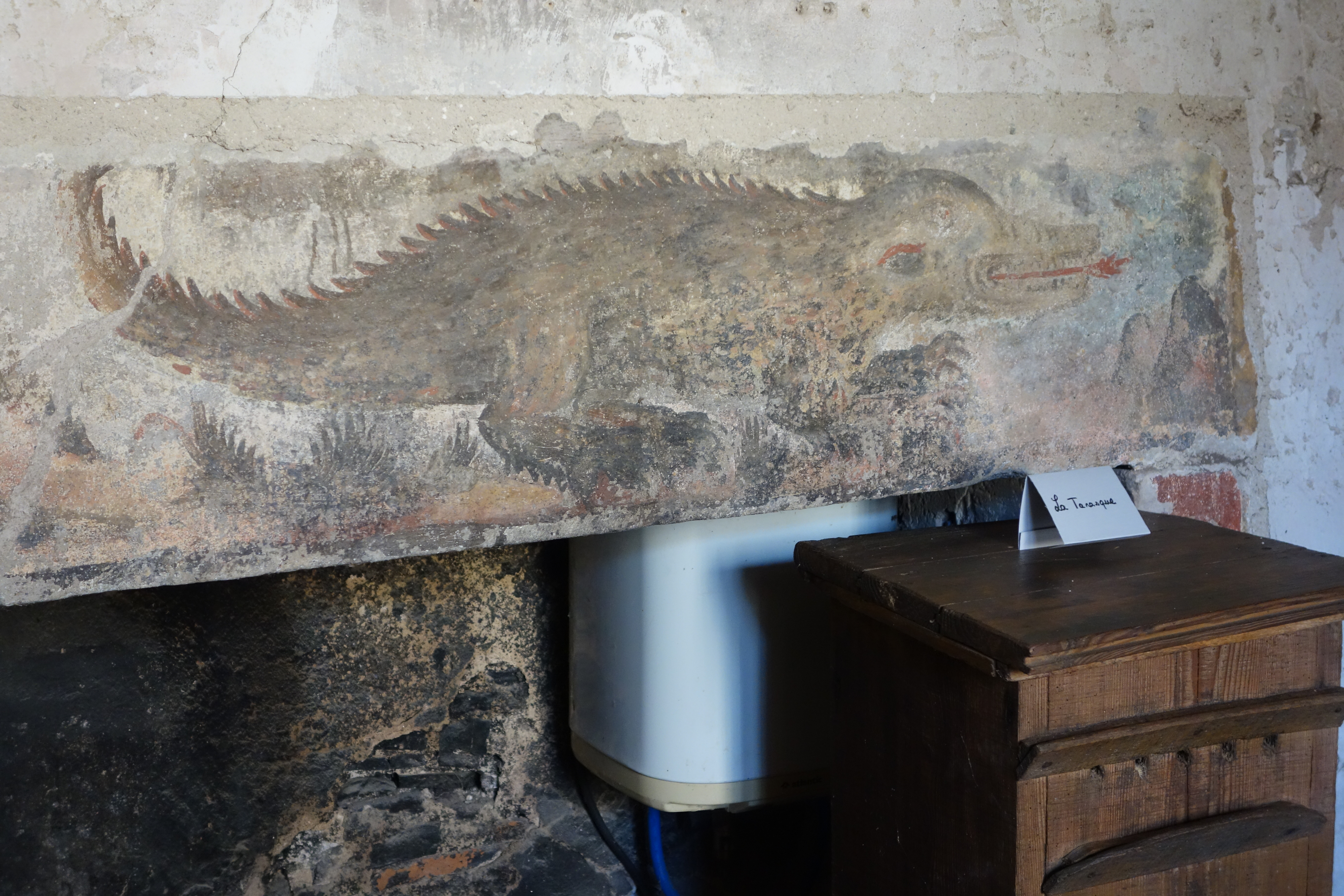
Fresque

Le château d'Aguts se présente comme un grand corps de logis en quatre ailes de 3 étages (seulement 2 depuis la cour), encadrant une cour intérieure entièrement fermée. C'est de son ancien rôle de forteresse que le château a gardé cette forme de quadrilatère dotée de tours aux angles, même si ces dernières ont été arasées au niveau des murs du corps de logis. De même, la présence de douves maçonnées et des soubassements en pierre dont la taille est différente du reste de l'édifice, est due à cette ancienne fonction. 
Un pont de pierre franchit le fossé, ayant remplacé un antique pont-levis. L'entrée dans la cour se fait par un large porche encadré de pilastres et surmonté d'un fronton en arc de cercle. Un couloir voûté et percé de meurtrières conduit à la cour centrale. Cette cour est cernée des bâtiments qui s'ouvraient autrefois vers l'intérieur. Les façades de quarante mètres de côté sont jointes par quatre tours carrées qui dépassent à peine de la perspective, que ce soit en épaisseur ou en hauteur. 
La porte d'entrée dans la cour donne sur un escalier à vis qui conduit aux unique étage. Une cuisine et des caves voûtées, ainsi que des pièces au plafond peint à l'étage, peuvent être décrit comme étant d'autres éléments particuliers de l'édifice, qui possède dans certaines pièces de remarquables gypseries.
Les aménagements visant à privilégier le confort au détriment de l'aspect défensif ont conduit à créer une promenade prolongeant l'aile Est entre château et douves, et étant dotée de balustrades.